# Reiser4
Reiser4 — 4-я версия журналируемой файловой системы ReiserFS, разработанной специально для Linux (хотя может использоваться и в других ОС) компанией Namesys под руководством Ханса Райзера (англ. Hans Reiser). Система представлена в 2004 году и включает в себя такие современные технологии, как задержка выделения пространства, встроенную возможность кодирования и сжатия данных, транзакции.
Reiser4 имеет следующие преимущества:
- атомарная структура ФС (atomic filesystem) — позволяет производить операции файловой системы или полностью, или никак, но не наполовину; это повышает надёжность хранения данных;
- Использует алгоритм танцующего дерева (англ. dancing trees), который пришёл на смену алгоритму B+-дерева, используемого в базах данных; это позволяет Reiser4 более эффективно использовать пространство благодаря тому, что маленькие файлы хранятся вместе, и более высокой скорости работы, так как дерево балансируется только при записи на диск, достижении предела памяти или завершении транзакции; благодаря редкой оптимизации появляется возможность достижения более глубокого уровня её проведения.
- Архитектура Reiser4 основана на плагинах, что в будущем может облегчить добавление новых возможностей в файловую систему. Из значимых плагинов на данный момент существует плагин прозрачной компрессии (архиватор), позволяющий сжимать содержимое файлов перед записью на диск (что также значительно увеличивает скорость работы, уменьшая непосредственно считываемый/записываемый объём данных, см. выше).

Несмотря на арест Ханса Райзера и прекращение активности компании Namesys, разработка Reiser4 продолжается русским программистом Эдуардом Шишкиным, а также небольшой группой энтузиастов.
По утверждению Шишкина, к апрелю 2009 года почти все претензии разработчиков ядра были устранены и он начал готовить документацию для независимой оценки. Планировался доклад на конференции USENIX Annual в июне 2010 года. Но увы, в основную ветку ядра поддержку reiser4 не включили.. По его мнению, включение reiser4 в поставку ядра Linux маловероятно: «Вообще, продвижение reiser4 в ядро Линукс имеет сейчас низкий приоритет. Просто, потом нужно будет мгновенно реагировать на все изменения в VFS/block layer. А у меня не всегда есть такая возможность.».
Цитаты:
Reiser4 — это результат 18-летних исследований в области хранения данных, не привязанный к конкретной операционной системе.
Результат, над которым работало много ученых.Эдуард Шишкин
вся история Namesys — это непрерывные контакты с академическими институтами (МГУ, Институт программных систем РАН в Переславле-Залесском).
XFS — это тоже целая школа в Silicon Graphics. А Btrfs — это история чего?Эдуард Шишкин